# 均质压燃
均质压燃（英文：Homogeneous charge compression ignition,縮寫為 HCCI）是一种内燃机的工作方式，这种内燃机把燃料和氧化剂充分混合压缩，达到自燃点。如同其他燃烧，均质压燃通过放热反应将化学能转化为功和热。
均质压燃的汽油发动机可以将燃油效率达到柴油发动机的水平，同时在不使用催化转换器的情况下保持低的氮氧化物NOx排放标准。碳氫化合物（未燃燒的燃料和油）和一氧化碳排放物仍需要處理以符合汽車排放控制法規。
傳統的汽油發動機結合了混合進氣和火星點火（英文縮寫為 HCSI）。柴油發動機結合了分層進氣和壓縮點火（英文縮寫為 SCCI）。均质压燃結合了傳統汽油發動機和柴油發動機的特點；與 HCSI一樣在進氣衝程期間注入燃料；但均质压燃不會使用放電火星去點燃一部份混合物，而是以壓縮提高溫度，直到整個混合油氣自發反應。分層進氣壓縮點火也依賴於由壓縮高壓引發的高溫，但它會在壓縮衝程中稍後注射燃油。燃燒發生在燃料和空氣的邊界，會產生更多廢氣排放，但允許更精細和更高的壓縮燃燒，產生更高的效率。